# Liste des béatifications prononcées par Pie VI
Cette page dresse la liste des personnes béatifiées par le pape Pie VI.
Le pape Pie VI (15 février 1775 - 29 août 1799) a procédé aux béatifications suivantes :

## 1775
| N° | Image                  | Bienheureux            | Date de béatification | Lieu de béatification          | Informations                                                  |
| -- | ---------------------- | ---------------------- | --------------------- | ------------------------------ | ------------------------------------------------------------- |
| 1. |                        | Jérôme Ranuzzi         | 1er avril 1775        | Basilique Saint-Pierre de Rome | (1410-1466), prêtre de l'ordre des Servites de Marie.         |
| 2. | Bonaventure de Potenza | Bonaventure de Potenza | 20 novembre 1775      | Basilique Saint-Pierre de Rome | (1651-1711), prêtre de l'ordre de Frères mineurs conventuels. |

## 1776
| N° | Image        | Bienheureux  | Date de béatification | Lieu de béatification          | Informations |
| -- | ------------ | ------------ | --------------------- | ------------------------------ | --- |
| 1. | Aimé Ronconi | Aimé Ronconi | 17 mars 1776          | Basilique Saint-Pierre de Rome | (1226-1292), laïc, membre du tiers-ordre franciscain, fondateur de l'Hôpital des Pauvres Pèlerins de Saludecio, aujourd'hui « Maison de Repos Opera Pia Beato Amato Ronconi » (canonisé en 2014). |

## 1784
| N° | Image          | Bienheureux    | Date de béatification | Lieu de béatification          | Informations                                     |
| -- | -------------- | -------------- | --------------------- | ------------------------------ | ------------------------------------------------ |
| 1. | Pierre Geremia | Pierre Geremia | 12 mai 1784           | Basilique Saint-Pierre de Rome | (1399-1452), religieux de l'ordre des Prêcheurs. |

## 1786
| N° | Image                 | Bienheureux           | Date de béatification | Lieu de béatification          | Informations                                                                                |
| -- | --------------------- | --------------------- | --------------------- | ------------------------------ | ------------------------------------------------------------------------------------------- |
| 1. | Nicolas de Longobardi | Nicolas de Longobardi | 17 septembre 1786     | Basilique Saint-Pierre de Rome | (1650-1709), religieux de l'ordre des Minimes et portier de son couvent (canonisé en 2014). |

## 1791
| N° | Image        | Bienheureux  | Date de béatification | Lieu de béatification          | Informations |
| -- | ------------ | ------------ | --------------------- | ------------------------------ | --- |
| 1. | Barbe Acarie | Barbe Acarie | 5 juin 1791           | Basilique Saint-Pierre de Rome | (1566-1618), laïc qui introduit en France l'ordre des Carmes déchaux. Après la mort de son mari elle devient sœur converse et entre au Carmel sous le nom de Marie de l'Incarnation. Mystique, elle est la première stigmatisée française officiellement reconnue. |

## 1796
| N° | Image                   | Bienheureux             | Date de béatification | Lieu de béatification          | Informations |
| -- | ----------------------- | ----------------------- | --------------------- | ------------------------------ | --- |
| 1. | Léonard de Port-Maurice | Léonard de Port-Maurice | 19 mars 1796          | Basilique Saint-Pierre de Rome | (1676-1751), prêtre de l'ordre des Frères mineurs réformés de la stricte observance, célèbre pour ses écrits spirituels et par l'institution de la forme actuelle du chemin de croix (canonisé en 1869). |
| 2. | Juan de Ribera          | Juan de Ribera          | 18 septembre 1796     | Basilique Saint-Pierre de Rome | (1532-1611), prêtre et patriarche latin d'Antioche, figure de la Contre-Réforme en Espagne (canonisé en 1960).                                                                                           |